# Charlotte Birch-Pfeiffer
Pour les articles homonymes, voir Birch et Pfeiffer.

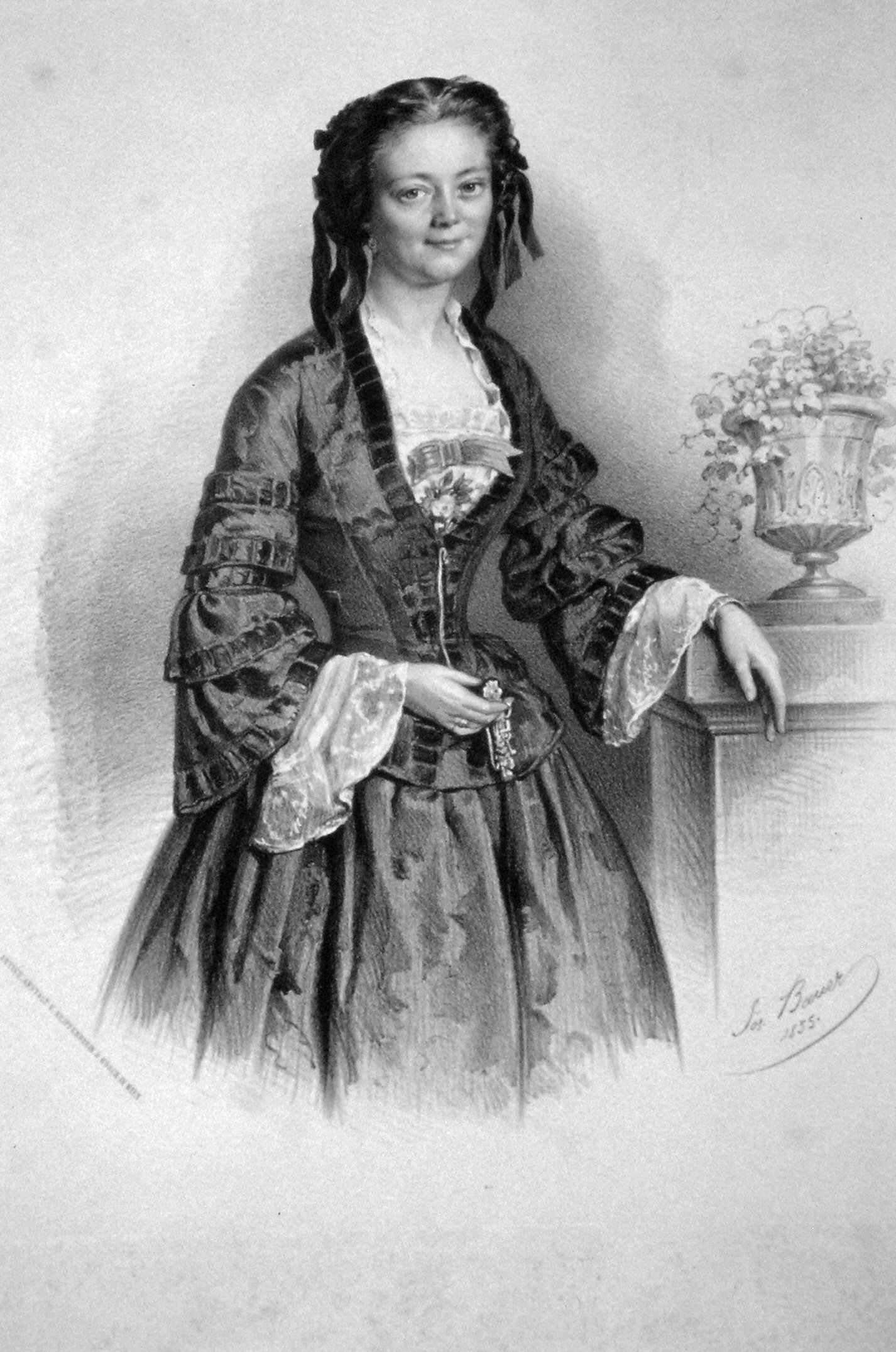
Charlotte Birch Pfeiffer, Joseph Anton Bauer, 1855

Charlotte Birch-Pfeiffer, née le 23 juin 1800 à Stuttgart et morte le 25 août 1868 à Berlin, est une actrice dramatique et une femme de lettres allemande qui a adapté pour la scène des œuvres littéraires et composé quelques pièces.

## Quelques œuvres
Adaptations pour la scène d'œuvres en prose
- Anna von Österreich (d'après Alexandre Dumas)
- Dorf und Stadt (d'après Berthold Auerbach: Die Frau Professorin )
- Der Glöckner von Notre Dame (d'après Victor Hugo)
- Die Grille (d'après George Sand)
- Herma oder der Sohn der Rache (d'après Carl Franz van der Velde : Der böhmische Mägdekrieg).
- Der Herr Studiosus (d'aprèsh Levin Schücking)
- Hinko (d'après Ludwig Storch : Freiknecht)
- Mutter und Sohn (d'après Fredrika Bremer : Die Nachbarn), 1844
- Nacht und Morgen (d'après Edward Bulwer-Lytton)
- Pfeffer-Rösel oder die Frankfurter Messe (d'après Wilhem Asmus Doering : Sonnenberg).
- Steffen Langer aus Glogau oder Der holländische Kamin
- Die Waise aus Lowood (d'après Charlotte Brontë)
- Die Frau in Weiß (d'après Wilkie Collins)

Quelques pièces de théâtre
- Der Goldbauer
- Iffland
- In der Heimat
- Kind des Glücks
- Der Leiermann und sein Pflegekind
- Thomas Thyrnau
- Wie man Häuser baut

Livrets
- Die Großfürstin (musique de Friedrich von Flotow)
- La Réole. Opéra en 3 Actes (musique de Gustav Schmitt (de))
- Santa Chiara. Opéra romantique (musique du duc Ernest II de Saxe-Cobourg-Gotha)
- L'Africaine, Opéra en 5 actes de Giacomo Meyerbeer dont elle termine et assemble le livret à la mort d'Eugène Scribe

Récits
- Die Hand des Herrn
- Metta, Sophronia und Eugenia
- Trudchen
- Der Rubin
- Die todte Braut und die erste Liebe